# Organització territorial d'Albània
Des de la seva independència el 1912, Albània ha sofert diverses reformes en la seva organització territorial. Actualment consta de 36 districtes agrupats en 12 comtats.

## Història del territori
Albània va obtenir la independència de Turquia el 28 de novembre de 1912, i es va constituir amb les regions de Scutari, Monastir i Yanina. Cap a 1925, Albània tenia les següents 10 prefectures, més tard subdividides en 57 districtes: Berat, Dibër (redenominada posteriorment com a Peshkopi), Durrës, Elbasan, Gjinokastër, Korçë, Kukës (va canviar a Kosovo), Shkodër, Tirana i Vlonë. El 1949 hi va haver noves subdivisions, tot i que no en tenim detalls.
Quatre anys més tard, el 1953, es va tornar a les 10 prefectures creades el 1925. En 1959 es va produir un dels canvis més importants, a reorganitzar les 10 prefectures i dividir-les en 26 districtes (en albanès, rrethet).
El 1978 Ersekë va canviar el seu nom a Kolonjë.
Al juny de 1991 es va produir l'últim dels grans canvis, ja que van aparèixer deu nous districtes: el districte de Bulqizë es va separar del de Dibër; el districte de Delvinë es va separar del de Sarandë; el districte de Devoll es va separar del de Korçë; el districte de Has es va separar del de Kukës; el districte de Kavajë es va separar del de Durrës; el districte de Kuçovë es va separar del de Berat; el districte de Laç es va separar del de Krujë; el districte de Malesia i Madhe es va separar del de Shkodër; el districte de Mallakastër es va separar del de Fier; el districte de Peqin es va separar del d'Elbasan. L'estàndard FIPS, que anteriorment llistava el districte i el municipi de Tirana com a entitats separades, les va unir en una sola.

## Situació actual

### Comtats d'Albània
Segons la Constitució de 1998, Albània està dividida en dotze comtats (en albanès, qark) o prefectures (en albanès, prefekturë). Encara que la seva autonomia financera és mínima, depenent estretament del govern central.
Els comtats són :
- Comtat de Berat
- Comtat de Dibër
- Comtat de Durrës
- Comtat d'Elbasan
- Comtat de Fier
- Comtat de Gjirokastër
- Comtat de Korçë
- Comtat de Kukës
- Comtat de Lezhë
- Comtat de Shkodër
- Comtat de Tirana
- Comtat de Vlorë

### Districtes d'Albània
A banda dels comtats, paral·lelament, encara es mantenen els antics districtes (en albanès, rrethe) del segle passat, que estan en vies d'extinció. No tenen contingut administratiu però se solen fer servir de referència. En són 36:
Els districtes són :
| - 1.Districte de Berat - 2.Districte de Bulqize - 3.Districte de Delvine - 4.Districte de Devoll - 5.Districte de Dibër - 6.Districte de Durrës - 7.Districte d'Elbasan - 8.Districte de Fier - 9.Districte de Gjirokastër - 10.Districte Gramsh - 11.Districte de Has - 12.Districte de Kavajë - 13.Districte de Kolonjë - 14.Districte de Korçë - 15.Districte de Krujë - 16.Districte de Kucove - 17.Districte de Kukës - 18.Districte de Kurbin | - 19.Districte de Lezhë - 20.Districte de Librazhd - 21.Districte de Lushnjë - 22.Districte de Malesi i Madhe - 23.Districte de Mallakastër - 24.Districte de Mat - 25.Districte de Mirditë - 26.Districte de Peqin - 27.Districte de Përmet - 28.Districte de Pogradec - 29.Districte de Pukë - 30.districte de Saranda - 31.Districte de Shkodër - 32.Districte de Skrapar - 33.Districte de Tepelenë - 34.Districte de Tirana - 35.Districte de Tropojë - 36.Districte de Vlorë |

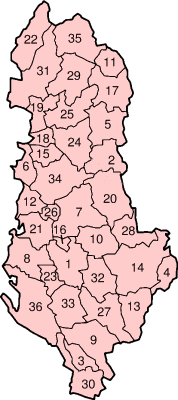
Districtes d'Albània

La capital, Tirana, té un estatus especial.